# جاك مكمان
جاك مكمان (بالإنجليزية: Jack McMahon)‏ هو لاعب كرة قاعدة أمريكي، ولد في 15 أكتوبر 1869 في واتربوري في الولايات المتحدة، وتوفي في 30 ديسمبر 1894 في بريدجبورت في الولايات المتحدة.

## وصلات خارجية
- جاك مكمان على موقعبيزبول رفرنس.كوم (الدوري الرئيسي) (الإنجليزية)
- جاك مكمان على موقعبيزبول رفرنس.كوم (الدوري الثانوي) (الإنجليزية)